# Justice Prisoner Air Transportation System

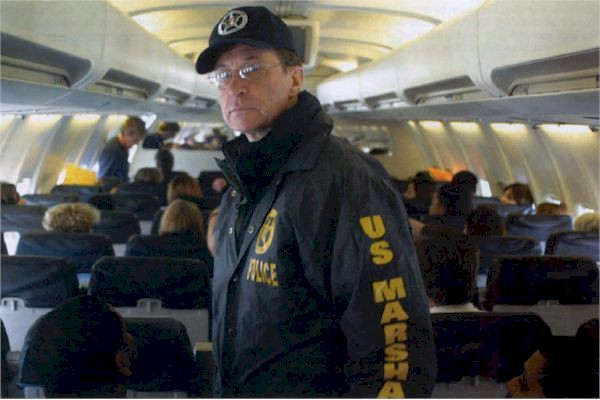
Ein U.S. Marshal an Bord eines JPATS-Dienstflugzeuges

Das 1995 gegründete Justice Prisoner Air Transportation System, vormals Justice Prisoner and Alien Transportation System (JPATS, umgangssprachlich Con Air) ist eine US-amerikanische Einrichtung des United States Marshals Service. Ihre Aufgabe ist der Gefangenentransport von sog. Bundesgefangenen (Federal Inmates) und anderen, wofür eine exklusive regierungseigene „Fluggesellschaft“ unterhalten wird. Das JPATS ging aus dem National Prisoner Transportation System des U.S. Marshals Service hervor.

## Aufgaben und Tätigkeiten
Das JPATS transportiert verurteilte Straftäter im Auftrag des Federal Bureau of Prisons sowie illegale Ausländer in Flugzeugen mit einem hohen Sicherheitsstandard. Neben dem Flugverkehr werden Gefangene durch den JPATS auch per Bus oder Van transportiert, wenn ein Flug nicht möglich ist.

## Flugbetrieb

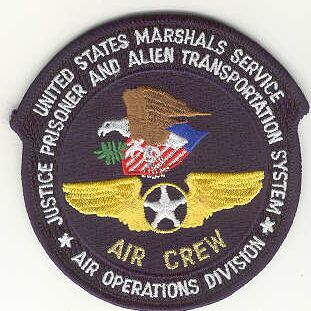
Abzeichen der JPATS Air Operations Division, Air Crew.

Das JPATS betreibt zwei Boeing 737-400. Des Weiteren werden auch Kleinflugzeuge gechartert. Früher wurden auch vier Boeing 727 sowie vier McDonnell Douglas DC-9-83/MD-83 eingesetzt. Es werden durchschnittlich über 260.000 Gefangene und illegale Ausländer jährlich transportiert. Zu diesem Zweck werden insgesamt 42 Städte innerhalb und außerhalb der USA regelmäßig angeflogen, weitere Großstädte nach Bedarf.
Der Flugplan, die verwendeten Luftfahrzeuge sowie die Flugroute werden geheim gehalten, um eine Flucht oder eine Gefangenenbefreiung zu vermeiden. Die Gefangenen werden durchgehend an den Füßen, Händen und Hüften gefesselt transportiert. Die Gefangenen dürfen nur sprechen, wenn sie von Beamten gefragt oder dazu aufgefordert werden. Flugbegleiter sind ausschließlich uniformierte U.S. Marshals, 15 in jedem Flugzeug. Eigene Flugzeuge haben keine Aufschrift und sind weiß lackiert, auch die Chartermaschinen tragen keine JPATS- oder U.S. Marshals-Identifikation.

## Sonstiges
- Als bei den Terroranschlägen am 11. September 2001 alle nicht-militärischen Flüge im Luftraum der Vereinigten Staaten von der FAA unterbunden wurden, war dem JPATS als einziger ziviler „Fluggesellschaft“ das Weiterfliegen erlaubt.
- Der 1997 gedrehte Film Con Air mit Nicolas Cage in der Hauptrolle hat eine Meuterei an Bord eines Fluges des JPATS als Thema (im Film wird eine Fairchild C-123 gezeigt; dieser Typ wird in der Realität jedoch nicht vom JPATS verwendet).
- Im 1998 gedrehten Film Auf der Jagd mit Tommy Lee Jones und Wesley Snipes in den Hauptrollen wird ein Gefangenentransport des JPATS gezeigt, bei dem das eingesetzte Flugzeug (Boeing 727) abstürzt.